# Ким Сон Сун
Ким Сон Сун (кор. 김송순; род. 7 июня 1940, Пхеньян, Японская империя) — северокорейская конькобежка. Участница зимних Олимпийских игр 1964 года, серебряный призёр чемпионата мира 1966 года.

## Биография
Ким Сон Сун родилась 7 июня 1940 года в корейском городе Пхеньян (сейчас в КНДР).
Неоднократно становилась рекордсменкой КНДР по конькобежному спорту: дважды на дистанции 1500 метров (1963, 1964), по разу — на дистанциях 3000 метров (1963) и 1000 метров (1967), а также в классическом многоборье.
На международных соревнованиях выступала по меньшей мере с 1962 по 1969 годы.
В 1964 году вошла в состав сборной КНДР на зимних Олимпийских играх в Инсбруке. На дистанции 1500 метров заняла 4-е место, показав результат 2 минуты 27,7 секунды и уступив 5,1 секунды завоевавшей золото с олимпийским рекордом Лидии Скобликовой из СССР. На дистанции 3000 метров заняла 7-е место с результатом 5.25,9, уступив 11 секунд победительнице Лидии Скобликовой.
В 1966 году завоевала серебряную медаль на женском чемпионате мира в классическом многоборье в Тронхейме. По сумме четырёх дистанций набрала 198,233 очка, уступив 0,500 очка выигравшей золото Валентине Стениной из СССР. Ким показала лучший результат на дистанции 1500 метров (2.29,4), 2-й на дистанции 1000 метров (1.36,2), 4-й на 500 метровке (47,9) и 5-й на дистанции 3000 метров (5.14,6). Стала первой конькобежкой из Азии, завоевавшей медаль чемпионата мира в классическом многоборье — как среди женщин, так и среди мужчин. Результат Ким на дистанции 1500 метров также был рекордом конькобежной трассы в Тронхейме.
Участвовала ещё в четырёх женских чемпионатах мира в классическом многоборье. В 1963 году в Каруидзаве заняла 11-е место, 1964 году в Кристинехамне — 7-е, в 1965 году в Оулу — 8-е, в 1967 году в Девентере — 9-е.
В 1967 году завоевала две золотых медали на международном турнире в Гренобле. Выиграла неофициально проводившиеся соревнования в классическом многоборье, победив на дистанциях 500, 1000 и 1500 метров и заняв 2-е место на дистанции 3000 метров. В соревнованиях на отдельных дистанциях первенствовала на 1000-метровке.

## Личные рекорды
- 500 метров — 47,1 (31 января 1968, Пуджон)[7][1]
- 1000 метров — 1.34,9 (22 января 1967, Гренобль)[7][1]
- 1500 метров — 2.27,7 (31 января 1964, Инсбрук)[7][1]
- 3000 метров — 5.09,5 (1969)[7]